# Walker Percy
Walker Percy (Birmingham, 28 maggio 1916 – Covington, 10 maggio 1990) è stato uno scrittore statunitense.
Convertitosi al cattolicesimo, scrisse nel 1961 The moviegoer, basato sulla completa alienazione dell'individuo dalla realtà e sulla costruzione di un mondo fittizio.
Nel 1975 pubblicò Il messaggio in una bottiglia, raccolta saggistica omnia.
Tra i meriti di Percy anche la scoperta e la pubblicazione del libro Una banda di idioti, di John Kennedy Toole. L'autore morì suicida nel 1969, a 32 anni, ma Percy entrò in possesso del manoscritto - "un ammasso di fogli unti e illeggibili" - e riuscì a farlo pubblicare nel 1980. L'intuizione di Percy fece guadagnare a Toole un Premio Pulitzer postumo.

## Opere tradotte in italiano
- Amore tra le rovine : avventure di un cattivo cattolico mentre si avvicina la fine del mondo, traduzione di Bruno Oddera, Milano: Rizzoli, 1973
- La sindrome di Thanatos, traduzione di Riccardo Mainardi, Milano: Feltrinelli, 1988
- L'uomo che andava al cinema, ed. orig. Alfred Knopf, New York, 1961, traduzione di Eileen Romano, Milano: A. Mondadori, 1989; Milano: Marcos y Marcos, 1999